# サイコドクター
『サイコドクター』は、『モーニング』（講談社）で連載された原作：亜樹直、作画：的場健の漫画作品。またその漫画を原作とするテレビドラマ。
個人経営のメンタルクリニックで献身的な治療を続けている精神科医、楷恭介を中心として、心の悩みに苦しむ人々の闘いと、それを支える周囲の人々を描く。

## 概要
原作は『モーニング』に1995年26号から2003年8号まで連載された。全8巻。文庫版は全5巻が刊行されている。連載途中で終ってしまったため、最終巻の8巻はエピソードの半ば未完のまま終了している。雑誌連載時に終了の告知はなく、突然の連載終了に関し公式な理由は発表されていない。
2003年42号から作画をオキモト・シュウに交代した『サイコドクター 楷恭介』の連載が開始。本作の設定を引き継いではいるものの、主人公・楷恭介の性格が違うなど人物設定が変化しており、別の作品として扱われている。2004年39号で完結し、51号から亜樹直とオキモト・シュウのコンビによる『神の雫』の連載が始まった。
2008年1月4日のFMラジオに亜樹直が樹林伸として出演の際に「『神の雫』連載開始のためにサイコドクターを終わらせて……」とコメントしているが『サイコドクター 楷恭介』のこよだと思われる。

## 登場人物
楷 恭介（かい きょうすけ）
新宿の雑居ビルの一室に「楷恭介心理研究所」を構える所長兼カウンセラー。女子短大の助教授でもあるが、授業中に授業そっちのけで患者の治療法を考えて自分の世界に没入してしまうことが多々ある。
医学部に現役合格し、医師国家試験まで順調にエリート医師コースを歩んでいたが、春日子との出会いと死をきっかけに、人々の心の闇と向き合う道を選択する。
冠野 あずさ（かんの あずさ）
菱朋商事のOL。所属部署の出世頭と目されており、仕事にやりがいを感じているが、高層階にあるオフィスへ向かう途中にめまいや耳鳴りなどの症状を訴え、楷の元へ相談に訪れ、「高層恐怖症」と診断される。幼少期の記憶を取り戻すことで、克服。
その後、会社を退職し、楷の元で押しかけ助手となる。ほぼ無報酬だが、楷のそばにいられるだけで満足な様子。やがて助手としても女性としても楷にとってかけがえのない存在となっていく。
力石 剛太（りきいし ごうた）
バー・BANANA MOONのママ。
4人の姉に囲まれながら育ち、自身も編み物や料理などが大好きだったが、武道家の父に「男らしくなれ」と柔道を仕込まれる。しかし、ある日自身の「男らしさ」の象徴でもあった父に勝ってしまったことで燃え尽きる。その後、オカマの道へ。
八尾（やお）
新宿警察署の警部。
犀川 理（さいかわ おさむ）
27歳。新宿警察署の刑事。八尾の部下。実はコインロッカーベイビーだったという過去を持つ。
真名部（まなべ）
楷の大学時代からの友人。在学中は演劇部に所属し、芝居にハマって3年留年、医学部の楷に卒業を先を越される。
その後、劇団を立ち上げ、現在は劇団内で演出を手掛けており、時々楷の依頼により芝居でカウンセリングに協力する。
聖 春日子（ひじり はるひこ）
病弱で儚げな雰囲気を持つ女性。楷の現在の生き方を決定付けたキーパーソン。
真名部と同じく演劇部員。恋愛妄想に陥ってしまっていた彼女を、医師免許取得前だったが、楷が懸命に治療を施し、完治するが、直後に構内の屋上から飛び降り死亡する。
冬樹 流花（ふゆき るか）
楷の義理の妹（恭介の母親の再婚相手の連れ子、その後離婚）。アメリカ在住。
「あたしは野良猫」という謎の言葉を残す。同じ頃、アメリカでは「straycat（野良猫）」と呼ばれる猟奇殺人鬼が犯行を繰り返していた。（「サイコドクター 楷恭介」に続く）

## テレビドラマ
2002年10月9日から12月18日まで毎週水曜日22:00 - 22:54に、日本テレビ系の「水曜ドラマ」枠で放送された。主演は竹野内豊。全11回。

### キャスト
楷メンタルクリニック（第二井上ビル 2F（汐留に近い新橋の古い雑居ビル））
- 楷恭介（精神科医） - 竹野内豊（2歳時：小室優太〈第10話・最終話〉 / 15歳時：遠藤雄弥〈第7話・第10話〉）
- 冠野あずさ（受付・女子大生） - 市川実日子
- 川村好未（楷の患者） - 秋山菜津子

森診療所
- 森三七子（楷の同級生・内科医） - 羽田美智子（3歳時：今泉野乃香〈最終話〉）

京橋警察署
- 犀川（刑事） - 伏石泰宏
- 八尾警部補 - 西村雅彦

カフェ Banana Moon（第二井上ビル B1）
- 力石（店長） - 山寺宏一
- 忍（シェフ） - 及川健
- 店員 - 川合慶太
- 店員 - 高橋充

#### ゲスト
第1話
- 浅井智子（白桜女子大学の学生） - 柴咲コウ（幼少期：橋口恵莉奈）
- 伊勢（菱朋商事常務） - 内藤剛志
- JR職員 - 丸岡奨詞
- 岡崎健一郎（サダ子の兄・故人） - 河野洋一郎
- 瀬戸（智子の隣人） - 山本ふじこ
- 浅井（サダ子の夫・智子の父） - 松元ヒロ
- ゾンビ - 平山久能
- 痴漢男 - 西田健
- 巧田（菱朋商事係長） - 斎藤洋介
- 浅井サダ子（智子の母） - 根岸季衣

第2話
- 木下純（カフェ Banana Moon店員・本名は松本貴子） - 井川遙
- 野村孝志（貴子の婚約者） - 中村俊介
- 松本（貴子の父） - 竹本美知敏
- 管理人 - 松美里杷
- ヤクザ - 真柴幸平
- ニュースキャスター - 孫明日香
- 樋口芳雄（フリーター） - 石井洋輔
- 松本（貴子の母） - 立石涼子
- 小林陽子（店員） - 西尾まり

第3話
- 八尾いづみ（八尾警部補の娘・聖朋学園高等学校の生徒） - 鈴木杏
- コンビニ店長 - 半海一晃
- 民枝（八尾家の家政婦） - 山本与志恵
- 山崎（景子の父） - 平尾仁
- 山崎（景子の母） - 松田かほり
- 武田哲男 - 角田朋彦
- 山崎景子（聖朋学園高等学校の生徒） - 松本愛子
- コンビニ店員 - 畠中正文

第4話
- 沖野名美（鹿山建設 沖野プロジェクトチーフ） - 工藤夕貴（幼少期：仲根紗央莉）
- 望月哲夫（楷の友人・鹿山建設への出向社員） - 香川照之
- バーの男 - つまみ枝豆
- おばさん - 須永千重
- 沖野富子（名美の母） - 朝加真由美
- 清水元雄（名美の父・富子の元夫） - 深水三章

第5話
- 斉藤千枝子（大の母） - 大谷直子
- 斉藤幹夫（大の父・財務省官僚） - 國村隼
- 清水もえ（フリーター・バスの乗客） - 邑野未亜
- 斉藤大（高校生・バスの乗客） - 森山未来
- 野原隆夫（会社員・バスの乗客） - すわ親治
- バスの運転手 - まいど豊
- 柴田直也（会社員・バスの乗客） - 加藤啓
- ファーストフード店長 - 田鍋謙一郎
- 立花亜紀（会社員・バスの乗客） - 篠原ともえ

第6話
- 北村耕平（菱朋銀行次長） - 石橋凌
- 北村紀子（耕平の妻） - 南果歩
- 松村（村松記念病院医師） - 鶴田忍
- 早瀬（聡の母） - 鷲尾真知子
- 早瀬聡（菱朋銀行の元銀行員） - 温水洋一
- ポンちゃん - 深沢敦
- 北村健太（耕平と紀子の息子） - 神木隆之介
- 高橋（菱朋銀行の銀行員） - 首藤健祐
- 田中（菱朋銀行常務） - 綿引勝彦

第7話
- 大森襟子（三七子の友人） - 桜井幸子
- 和田誠司（襟子の婚約者） - 恵俊彰
- 中村 - 蛭子能収
- 岡田勇樹（襟子の元恋人・故人） - 東根作寿英
- ホテルスタッフ - 佐藤直子
- 中村の許婚 - 金子浩子
- 岡田静子（勇樹の母） - 高林由紀子

第8話
- 東条正幸（東条美容外科院長） - 唐沢寿明（少年期：保坂拓郎）
- 東条麗子（正幸の妹で秘書） - 小雪（少女期：平野繭香）
- 東条美容外科スタッフ - 春日井静奈
- 深谷（慶廣大学附属第三病院精神科医・楷と三七子の同級生） - 正名僕蔵（第9話にも出演）
- 中村ひろみ（楷の患者） - 西山繭子
- インタビュアー - 山王丸和恵

第9話
- 杉田晴香（元広告代理店社員） - 大塚寧々
- 杉田達也（晴香の父） - 泉谷しげる
- 松島（慶廣大学附属第三病院外科医） - 須永慶
- 田島早苗（女将） - 赤座美代子

第10話
最終話
- 石森勝人（精神科医） - いかりや長介
- 森洋子（三七子の母） - 渡辺美佐子
- 栗本（元刑事） - 大林丈史（最終話のみ）
- 「実りの家族」のスタッフ - 宍戸美和公
- 楷（楷の育ての母） - 神野美紀（最終話のみ）
- 「実りの家族」のスタッフ - 能見広伸
- 森幸男（三七子の父） - 神山繁

### スタッフ
- 原作 - 亜樹直、漫画：的場健（講談社モーニングKC刊）
- 脚本 - 伴一彦
- 音楽 - magrow
- 演出 - 水田伸生、荻野哲弘、相沢淳
- 主題歌 - 平井堅「Ring」 (DefSTAR Records)[1]
- 挿入歌 - 倖田來未「m・a・z・e」 (rhythm zone)
- 医療アドバイザー - 尾久裕紀
- 原案協力 - 三浦敏宏、千葉泰久、福井恭介（講談社「週刊モーニング」編集部）
- チーフプロデューサー - 井上健（日本テレビ）
- プロデューサー - 西憲彦（日本テレビ）、高橋勝 (CUC)
- 協力プロデューサー - 赤羽根敏男 (CUC)
- 制作プロダクション - CUC
- 製作著作 - 日本テレビ

### 受賞歴
- 第35回ザテレビジョンドラマアカデミー賞
  - 新人俳優賞（市川実日子）[2]

### 放送日程
| 話数   | 放送日   | サブタイトル                                     | 演出     | 患者       | 症状                               |
| ------ | -------- | ------------------------------------------------ | -------- | ---------- | ---------------------------------- |
| 第1話  | 10月9日  | 精神科医が心の傷を癒す! トラウマが生む高所恐怖症 | 水田伸生 | 柴咲コウ   | 高所恐怖症                         |
| 第2話  | 10月16日 | 私は誰? 恋人が消した涙の過去                     | 水田伸生 | 井川遥     | 解離性遁走 記憶喪失）              |
| 第3話  | 10月23日 | 食べて吐く! 過食娘の孤独を救え!!                 | 水田伸生 | 鈴木杏     | 過食症                             |
| 第4話  | 10月30日 | 愛されたいだけ…セックス依存症の女                | 荻野哲弘 | 工藤夕貴   | セックス依存症                     |
| 第5話  | 11月6日  | バス転落治療! 母よ父よ…親になれ!!                | 水田伸生 | 森山未來   | 家庭内暴力                         |
| 第6話  | 11月13日 | 突然夫がうつ病に! 妻と子の戦い…医師の決断        | 荻野哲弘 | 石橋凌     | 感情障害（うつ病）                 |
| 第7話  | 11月20日 | 手を洗う理由…精神科医の衝撃の過去                | 相沢淳   | 桜井幸子   | 心的外傷後ストレス障害(PTSD)       |
| 第8話  | 11月27日 | 私を見ないで…美容整形志願                        | 水田伸生 | 小雪       | 醜形恐怖症                         |
| 第9話  | 12月4日  | 生きる…バカ親父癌告知                            | 荻野哲弘 | 大塚寧々   | 父親への依存症                     |
| 第10話 | 12月11日 | 洗脳恐怖! 孤独な主婦を救え!!                     | 水田伸生 | 渡辺美佐子 | カルト集団による洗脳               |
| 最終話 | 12月18日 | 2才の記憶…父は生きていた                         | 水田伸生 | 竹野内豊   | 強迫性障害（洗浄強迫）心因性の失明 |

| 日本テレビ 水曜22時枠連続ドラマ               | 日本テレビ 水曜22時枠連続ドラマ             | 日本テレビ 水曜22時枠連続ドラマ          |
| 前番組                                        | 番組名                                      | 次番組                                   |
| --------------------------------------------- | ------------------------------------------- | ---------------------------------------- |
| 東京庭付き一戸建て （2002年7月10日 - 9月4日） | サイコドクター （2002年10月9日 - 12月18日） | 最後の弁護人 （2003年1月15日 - 3月19日） |